# Списък на реките в Делауеър
Списъкът на реките в Делауеър включва основните реки, които текат в щата Делауеър, Съединените американски щати.
Щатът се отводнява в Атлантическия океан. По-големите реки и потоци в Делауеър са 27 на брой.

## По азбучен ред
- Апокиниминк
- Блекбърд Крийк
- Брендиуайн Крийк
- Броудкил Ривър
- Чоптанк
- Кристин
- Делауеър
- Хърши Рън
- Индиън Ривър
- Лийпсик
- Линго Крийк
- Литъл Ривър
- Маршихоуп Крийк
- Майл Крийк
- Миспилион
- Мърдъркил
- Наманс Крийк
- Нантикок
- Пепър Крийк
- Покомоке
- Ред Клей Крийк
- Сейнт Джонс Ривър
- Сасафрас
- Шелпот Крийк
- Саймънс Ривър
- Смима
- Уайт Клей Крийк

## По водосборен басейн
Река Делауеър и залив Делауеър
- Кристин
  - Брендиуайн Крийк
- Сейнт Джорджис Крийк
- Блекбърд Крийк
- Дък Крийк
- Литъл Ривър
- Сидър Крийк
- Броудкил Ривър
- Миспилион
- Мърдъркил Ривър
  - Спринг Бранч
- Сейнт Джонс Ривър
- Смима
- Лийпсик
- Индиън Ривър

Залив Чесапийк
- Сасафрас
- Чоптанк
- Нантикок
  - Броуд Крийк
    - Литъл Крийк

  - Грейвли Бранч